# Сенски висови
Сенски висови (фр. Hauts-de-Seine) су департман у северној Француској. Припада региону Париски регион, а главни град департмана (префектура) је Нантер. Департман Сенски висови је означен редним бројем 92. Његова површина износи 176 км². По подацима из 2010. године у департману Сенски висови живело је 1.572.490 становника, а густина насељености је износила 8.935 становника по км².
Овај департман је административно подељен на:
- 3 округа
- 45 кантона и
- 36 општина.

## Демографија
| 2011.     |
| --------- |
| 1.581.628 |